# ناحیه فریمن، شهرستان فریبورن، مینه سوتا
ناحیه فریمن (به انگلیسی: Freeman Township) یک منطقهٔ مسکونی در ایالات متحده آمریکا است که در شهرستان فری‌بورن، مینه‌سوتا واقع شده‌است.
 ناحیه فریمن ۹۳٫۰ کیلومتر مربع مساحت و ۵۲۸ نفر جمعیت دارد و ۳۷۹ متر بالاتر از سطح دریا واقع شده‌است.